# Colonias de Cernícalo Primilla de Trujillo
Colonias de Cernícalo Primilla de Trujillo este o arie protejată (arie de protecție specială avifaunistică — SPA) din Spania întinsă pe o suprafață de 208,12 ha, integral pe uscat.

## Localizare
Centrul sitului Colonias de Cernícalo Primilla de Trujillo este situat la coordonatele 39°27′30″N 5°52′43″W / 39.458333°N 5.878611°V.

## Înființare
Situl Colonias de Cernícalo Primilla de Trujillo a fost declarat arie de protecție specială avifaunistică în decembrie 2004 pentru a proteja 6 specii de animale.

## Biodiversitate
Situată în ecoregiunea mediteraneană, aria protejată conține 3 habitate naturale: Dehesas cu Quercus spp. perene, Iazuri temporare mediteraneene, Pseudostepă cu ierburi și specii anuale de Thero-Brachypodietea.
La baza desemnării sitului se află mai multe specii protejate de  păsări (6): lăstunul mare (Apus apus), Apus pallidus, barză albă (Ciconia ciconia), lăstun de casă (Delichon urbica), Falco naumanni, rândunică (Hirundo rustica).